# Moutya
Moutya, o Montea, es una danza tradicional africana de Seychelles, similar a la Sega, pero que posee en general movimientos sugestivos más pronunciados. Los bailarines hombre y mujer se mueven al ritmo que marca un único tambor fabricado con cuero de cabra seco y templado en una fogata antes del comienzo de la danza (y calentado sucesivamente a lo largo de la velada). El baile comienza en forma lenta al compás del tambor, y va ganando velocidad y se hace más erótico al ir aumentando el ritmo en forma progresiva.
El batir y el baile siempre son acompañados con canciones que por lo general cuentan las alegrías y los escollos de la vida cotidiana. Hasta finales de la década de 1970 el moutya era considerado un baile transgresor y no era muy difundido.
- Datos: Q11693803
- Multimedia: Moutya / Q11693803